# Střevlíkovití
Střevlíkovití (Carabidae) je čeleď podřádu masožraví řádu brouci.

## Popis
Brouci této čeledi jsou celosvětově rozšířeni. Čeleď střevlíkovití patří se zhruba 30 000 druhy mezi největší na světě. V České republice je popsán výskyt více než 500 druhů.
Velikost střevlíkovitých se pohybuje od dvou milimetrů do 10 cm, v České republice do 4 cm.
Typickým znakem této čeledi jsou silná kusadla, dlouhé nohy, vláknitá tykadla a ploché tělo. Většina druhů má hnědou nebo černou barvu, některé však jsou výrazně kovově zbarvené.
Většina zástupců čeledi jsou noční draví brouci, larvy jsou dravé vždy. Střevlíkovití v mírném podnebném pásu jsou nelétaví, protože mají srostlé krovky. Většinou se velmi rychle pohybují, což jim usnadňuje lov. Nejobvyklejší potravou střevlíkovitých je hmyz, plži, pavouci, žížaly a požírají také mršiny. (Některé druhy a jejich larvy jsou schopny lovit kořist pod vodní hladinou, např. střevlík hrbolatý Carabus variolosus variolosus či kriticky ohrožený a raritní druh střevlík mřížkovaný Carabus clathratus clathratus.) Střevlíkovití mají mimotělní trávení, kusadly vstříknou do kořisti či jiné potravy trávicí tekutinu a konzumují natrávenou tkáň, což je vlastně páchnoucí kašovitá hmota.
V případě ohrožení některé druhy vystřikují ze střev a análních žláz sekret, který má zastrašit nepřítele.

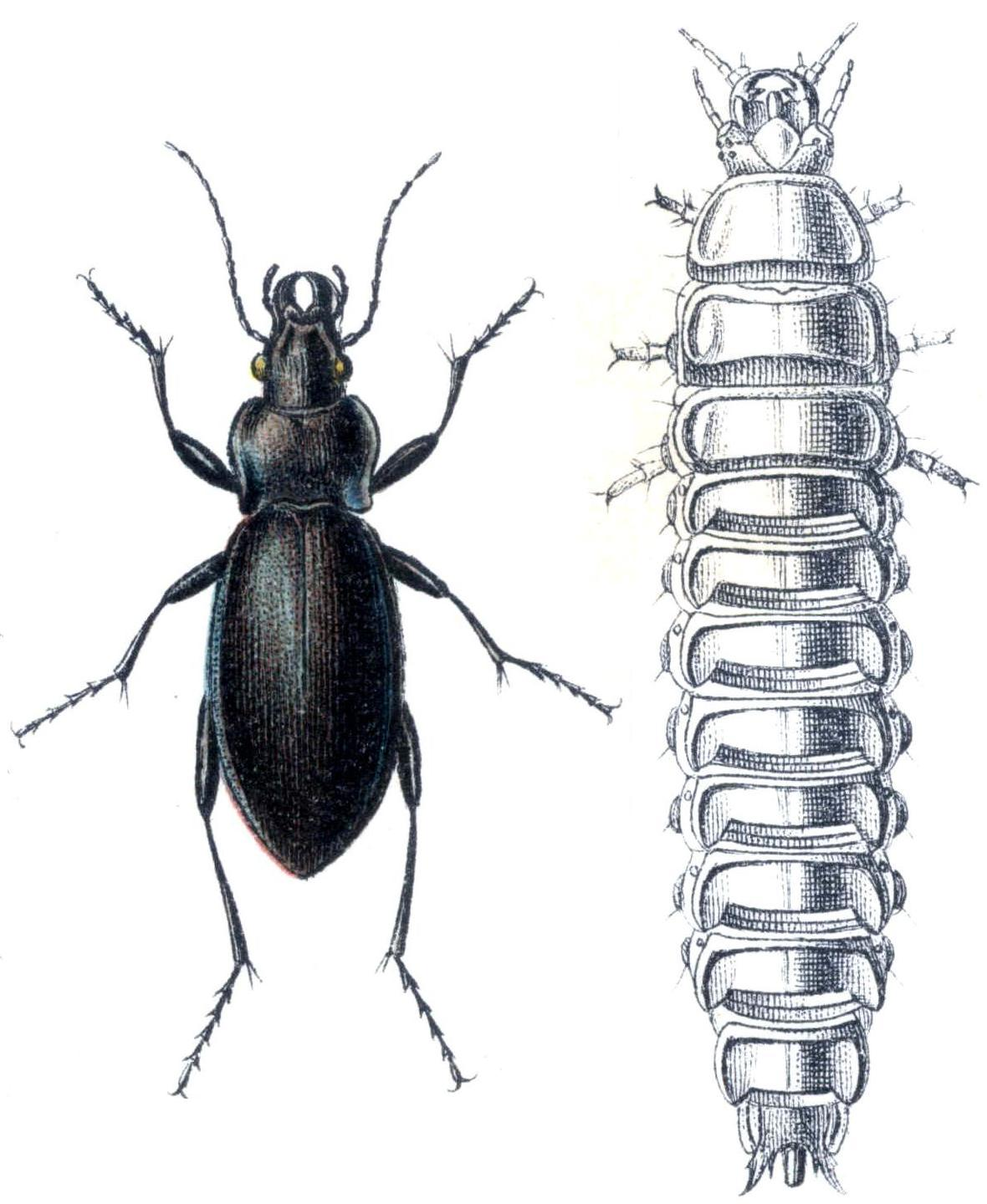
Carabus violaceus – střevlík fialový a jeho larva
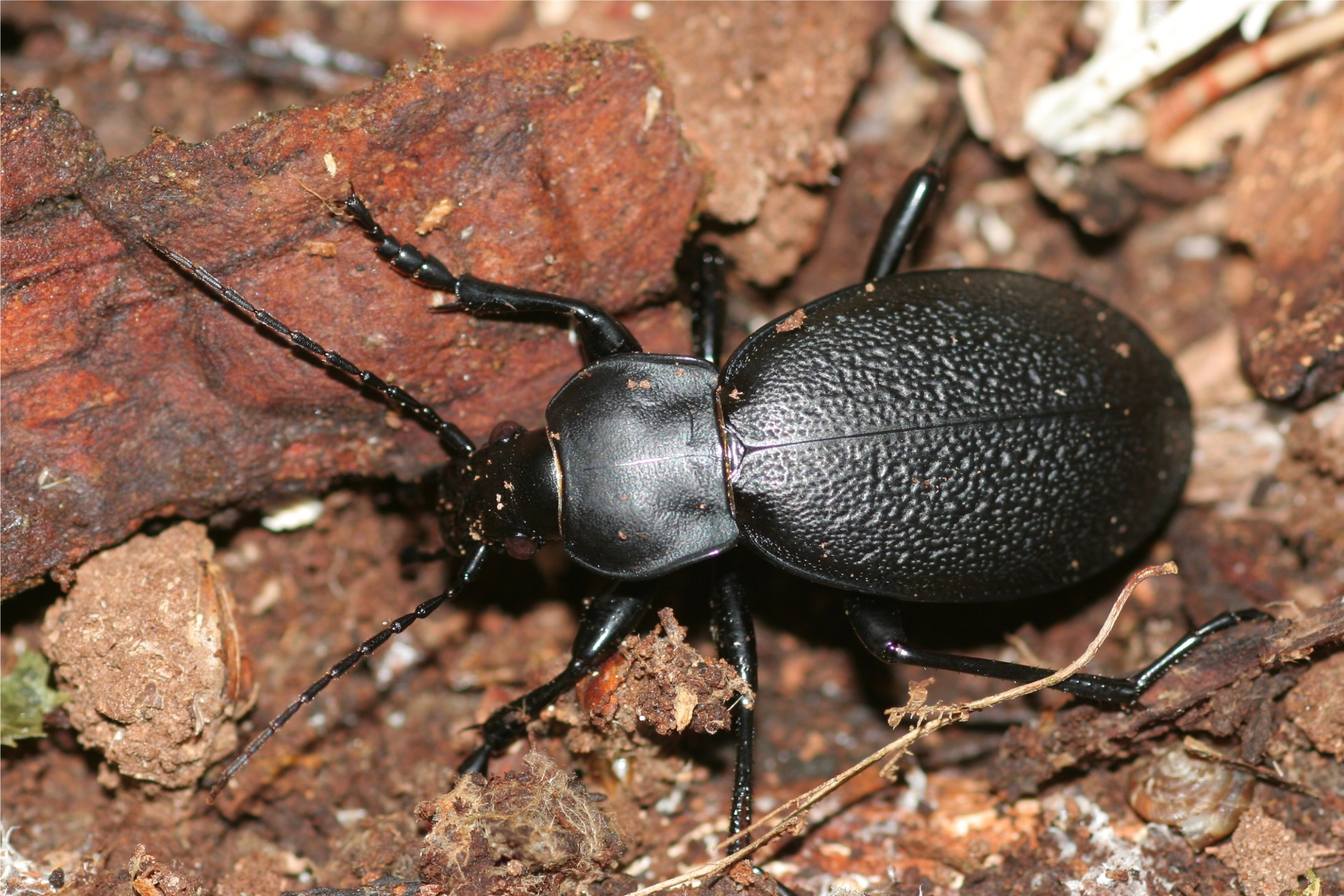
Carabus coriaceus – střevlík kožitý
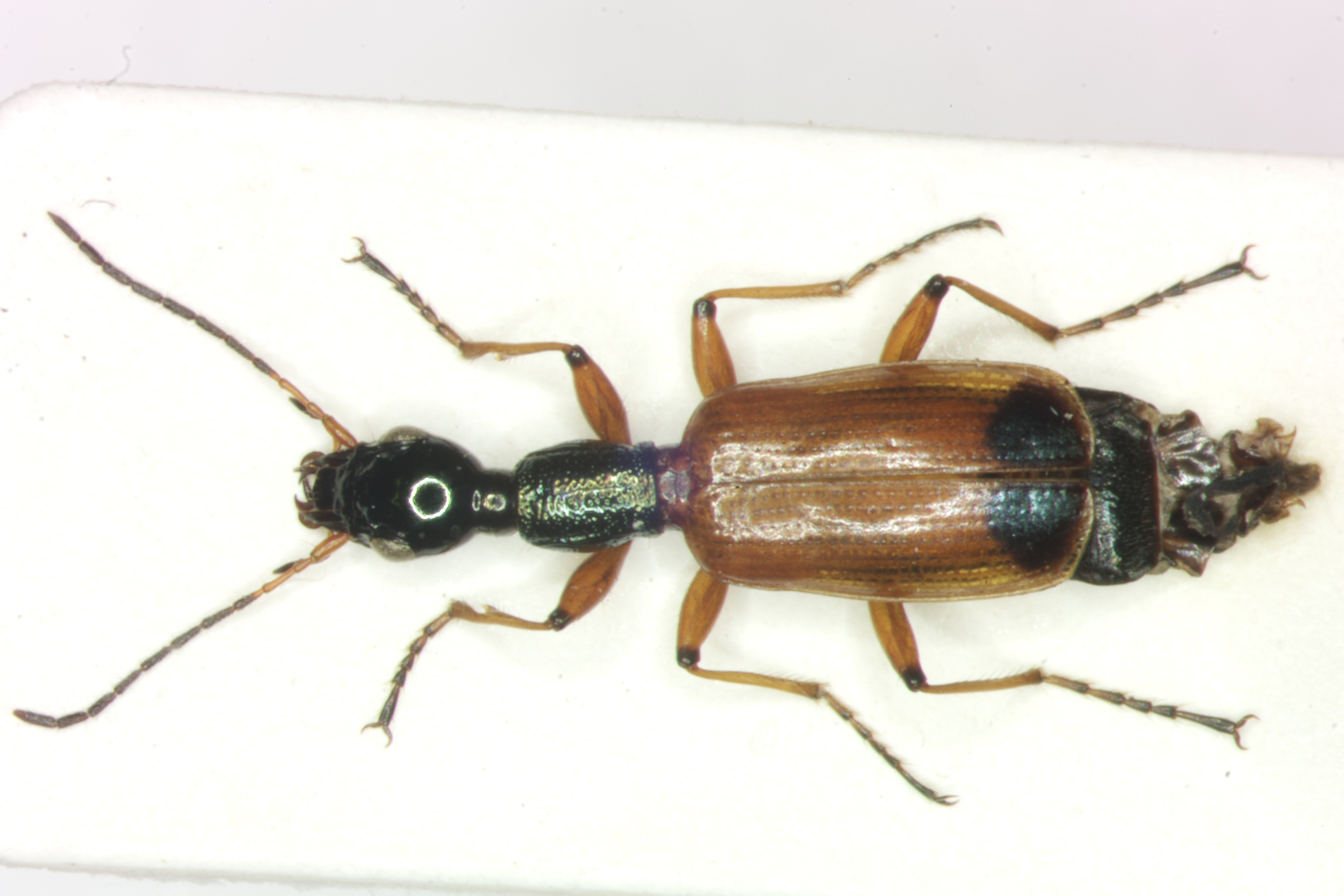
Odacantha melanura – střevlíček rákosní
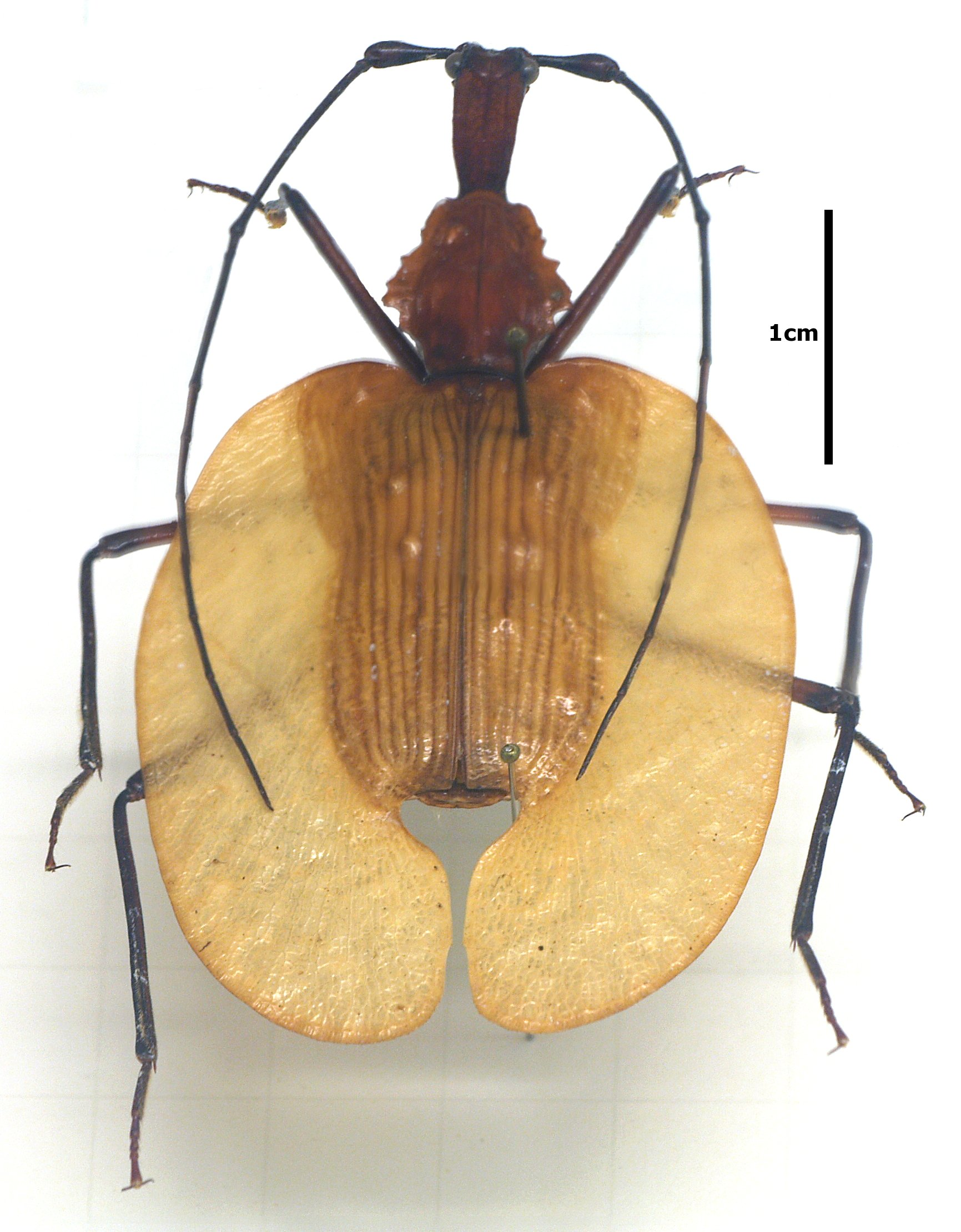
Mormolyce phyllodes (jižní Asie)